# Urota (epizoda)
Urota (eng. Conspiracy) je dvadeset i četvrta epizoda prve sezone američke znanstveno-fantastične serije Zvjezdane staze: Nova generacija. 

## Radnja
Enterprise prima hitnu poruku koju je kapetan Walker Keel poslao kapetanu Picardu. Keel zahtjeva tajni sastanak. Na mjestu sastanka na nenaseljenom, planetu kapetan Keel u pratnji dva časnika Flote podijeli svoje sumnje s Picardom o rastućoj uroti među višim Flotinim časnicima. Iznenađen Keelovim optužbama, Picard naređuje Dati da pregleda sve naredbe unutar posljednjih šest mjeseci.
Picardova zabrinutost se pojača kada Keelov brod eksplodira pod misterioznim okolnostima, ubivši sve koji su se nalazili na brodu, a Datina pretraga pokaže abnormalnosti u najvišim redovima zapovjedništva Flote.

Uvjeren da je sigurnost Federacije ugrožena, Picard usmjeri Enterprise prema Zemlji kako bi se suočio s najvišim admiralima Flote. Nakon zahtjeva za sastanak s časnicima, Picard i Riker pozvani su na večeru kako bi raspravili o problemu.
Prije večere admiral Quinn posjeti Enterprise. Sumnjajući u njegove nakane, Picard naredi Rikeru da pomno promatra admirala prije nego što se teleportiraju na Zemlju. Picardove sumnje su se ostvarile – u trenutku kada se Picard teleportirao na Zemlju, Quinn napada Rikera i on pada u nesvijest. Nakon što su Worf i doktorica Crusher ujedinili snage da savladaju nevjerojatno moćnog admirala Quinna, otkrivaju kako se parazitsko biće nastanilo u njegovom tijelu i kontroliralo sve njegove moždane funkcije. Kada se Riker vratio svijesti, teleportira se na Zemlju pretvarajući se da je jedan od bića kontroliranih parazitima. Na večeri, Riker shvati da je cijelo zapovjedništvo Flote pod kontrolom parazita. Srećom, on i Picard su uspjeli ubiti sve admirale koji su bili pod konrolom parazita, uključujući i maticu.

Međutim, Data kasnije otkrije kako je matica prije smrti odaslala signal za navođenje u nepoznati dio svemira.

## Vanjske poveznice
- Urota na startrek.com  Arhivirana inačica izvorne stranice od 26. srpnja 2009. (Wayback Machine)